# Cuenca de Canadá

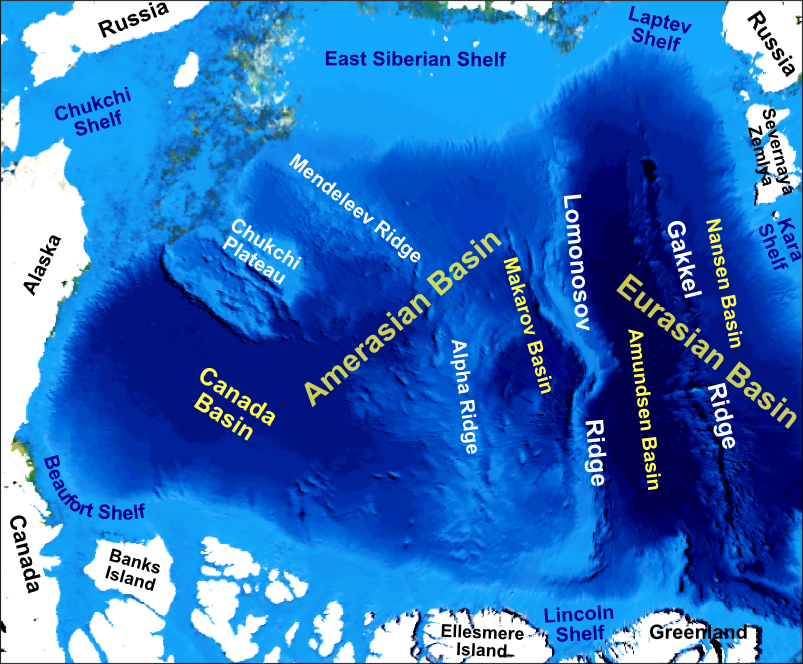
Mapa de las características batimétricas en el océano Ártico, que muestra la ubicación de la Cuenca de Canadá

La cuenca de Canadá es una cuenca oceánica entre la dorsal Northwind y las islas de la Reina Isabel, en el océano Ártico, al norte de Canadá.